# Sankt Görans grekisk-ortodoxa katedral, Greenville
Sankt Görans grekisk-ortodoxa katedral (engelska: St. George Greek Orthodox Cathedral) är en grekisk-ortodox katedral belägen i staden Greenville, i Greenville County i delstaten South Carolina, i sydöstra USA.
Katedralen är helgad åt den romerske martyren, soldaten och helgonet Sankt Göran och tillhör Konstantinopels ekumeniska patriarkat i den Grekisk-ortodoxa kyrkan.

## Historik
På den plats där Sankt Görans katedral står, stod det tidigare en träkyrka som byggdes år 1942 men som förstördes i maj 1992.
I den nuvarande katedralen genomfördes den första liturgin den 11 december 1995. Katedralen byggdes enligt ritningar av tre arkitekter med förnamnen Craig, Gauldin och Davis.

## Inventarier
- Katedralens mosaiker tillverkades i USA av George Papastamatiou.
- Alla föremål som är gjorda av trä är tillverkade av Kosta Pylarinos.
- En del av ikonerna är också inspirerade av historiska ikoner som finns bland annat i Hagia Sofia i Istanbul, Turkiet.